# 维里维尔
维里维尔（法語：Viriville，法語發音：[viʁivil]）是法国伊泽尔省的一个市镇，原属格勒诺布尔区，2017年起改属维埃纳区。

## 地理
维里维尔（45°18'57"N, 5°12'15"E）面积30.42 平方千米，位于法国奥弗涅-罗讷-阿尔卑斯大区伊泽尔省，该省份为法国东南部内陆省份，北起顺时针与安省、萨瓦省、上阿尔卑斯省、德龙省、阿尔代什省、卢瓦尔省和罗讷省。
与维里维尔接壤的市镇（或旧市镇、城区）包括：沙特奈、马尔西约勒、马尔南、蒙法尔孔、鲁瓦邦、加洛尔河畔圣克莱尔、托迪尔。
维里维尔的时区为UTC+01:00、UTC+02:00（夏令时）。

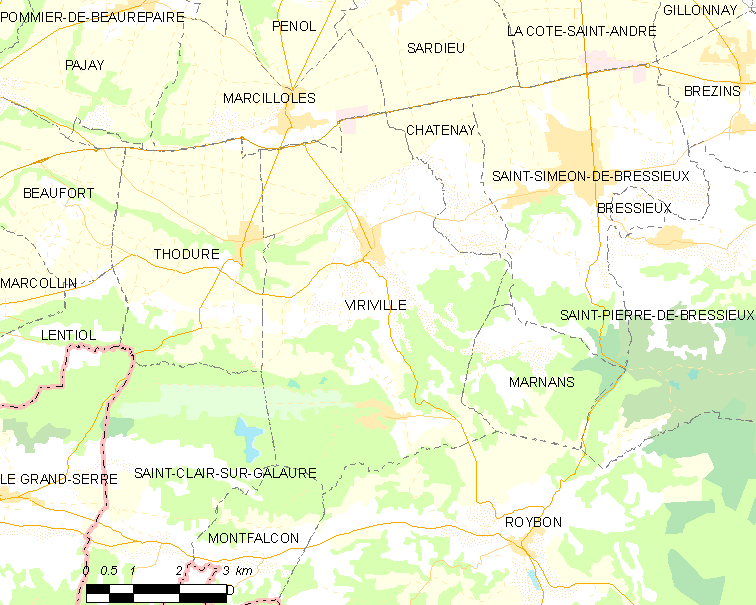
维里维尔的OSM定位图

## 行政
维里维尔的邮政编码为38980，INSEE市镇编码为38561。

## 政治
维里维尔所属的省级选区为比耶夫尔县。

## 人口

1962-2008年间维里维尔人口变化图示

维里维尔于2022年1月1日时的人口数量为1704人。